# Ghelăuza
Ghelăuza è un comune della Moldavia situato nel distretto di Strășeni di 1.244 abitanti al censimento del 2014.

## Località
Il comune è formato dall'insieme delle seguenti località (popolazione 2004):
- Ghelăuza (838 abitanti)
- Saca (470 abitanti)